# James Hamilton, 1. Baronet
Sir James Hamilton, 1. Baronet (* vor 1595; † vor 1647), war ein schottischer Adliger.

## Leben
Er entstammte dem Clan Hamilton und war der älteste Sohn des John Hamilton, 3. Laird von Broomhill in Fife, aus dessen erster Ehe mit Margaret Hamilton. 1605 wurde ihm als Erbe seines Vaters der Besitz von dessen Ländereien bestätigt. Er übte zeitweise das Amt des Sheriffs von Perthshire aus.
Am 5. Januar 1635 verlieh ihm König Karl I. in der Baronetage of Nova Scotia den erblichen Adelstitel Baronet, of Broomhill. Zusammen mit dem Titel erhielt er ein Lehen über 16.000 acres große Ländereien in Nova Scotia, die er jedoch nie tatsächlich in Besitz nahm.
Er hatte spätestens 1610 in erster Ehe Margaret Hamilton, Tochter des William Hamilton, Laird von Udston, und spätestens 1647 in zweiter Ehe Jean Hamilton, Erbin von Parkhead, geheiratet. Aus erster Ehe hatte er neun Kinder, darunter:
- John Hamilton, 1. Lord Belhaven and Stenton, 2. Baronet (vor 1610–1679);
- James Hamilton of Broomhill (1610–1674), presbyterianischer Bischof von Galloway;
- Isobel Hamilton († 1715), ⚭ (1) Robert Hamilton († 1654), 8. Laird von Fairholm und Milburne, ⚭ (2) James Hamilton († 1668), 1. Laird von Dalzell;
- Margaret Hamilton, ⚭ Sir Walter Steuart (1606–1672), Laird von Allanton in Lanarkshire;
- Ann Hamilton, ⚭ James Hamilton, 8. Laird von Woodhall.